# Герой поколения бархат
«Герой поколения бархат» — дебютный студийный альбом российской альтернативной рок-группы «Психея», выпущенный 6 октября 2001 года на лейбле Kapkan Records.

## Об альбоме
Альбом можно считать дебютным, так как до самого релиза группа ранее выпускала только демо-, мини- и концертные альбомы. «Герой поколения бархат» частично содержит материал, ранее уже известный в других вариантах из демозаписи ССОК («ВFИUЧСИKИCCHYUCRCH» и «III»), мини-альбома Бойся видя… (песни «Аппликация», «Бойся видя…» и «Холодное железное длинное») и бутлега «ССОК Живьём в полигоне» («Смола», «Убей меня 2-жды» и «Урод»).
Тексты песен посвящены, в основном, подростковым темам, такие как: наркотики, неразделённая любовь, одиночество, общество и власть, непонимание со стороны родных. Это также подкреплено вырезанной цитатой из романа «Тоннель в небе» писателя-фантаста Роберта Хайнлайна на задней стороне обложки альбома: 

«Я понимаю, гораздо легче было бы вновь стать ребёнком. Дети — другая раса, взрослые ведут себя с ними соответственно. А подростки — они не дети и не взрослые. Их осуждает невозможные, неразрешимые, трагические проблемы всех маргинальных культур. Они — ничьи, они — граждане второго сорта, они экономически и социально не устроены… Это трудное время… Но я считаю, что оно того стоит…»
На обложке альбома изображены персонажи аниме-фильма «Конец Евангелиона» — главный герой Синдзи Икари и майор специального агентства Nerv Мисато Кацураги.
На песни «W.W.W. (Wой Wаленький Wир)» и «Он не придёт (For Girls)» были сняты видеоклипы.

## Критический приём
«Герой поколения бархат» вызвал массу противоречивых отзывов. На сайте InterMedia рецензент Наталья Светлакова написала, что «„Психея“ нашла свою нишу и активно продолжает завоёвывать сердца неуравновешенных подростков», отметив хорошо проделанную работу над микшированием и записью инструментов: «Тяжёлый психоделический саунд, создаваемый „басами“ Слесаря, ударными Славона и Лефика, а также депрессивными компьютерными сэмплами, — визитная карточка группы. Добросовестно сведённый звук показывает, что хорошая аппаратура стоит не зазря. Временами музыка превращается в единый звуковой (а иногда и шумовой) поток, в котором уже не разобрать ни мелодии, ни слов. Но драйв и искренность, часто переходящая в истеричность, подкупают».
На сайте Звуки.ру Дмитрий Бебенин описал альбом как «очень интересная, очень разнообразная, и вместе с тем — очень нервная программа». По его мнению в музыкальном плане было использовано много известных приёмов альтернативной музыки: «Фантазия у музыкантов, в отличие от сонма других „альтернативщиков“ их поколения работает на полную катушку, тут возразить нечего. Вот только порой они не способны отсечь, что у них выходит отлично, а что — так себе. А кроме того, им периодически явно кажется, что если напихать уже известных приёмов в песню втрое больше против того, что звучит по радио Ультра — будет ещё круче».

## Список композиций
Слова и музыка всех песен — Дмитрий «ФЕО» Порубов, кроме «Нет (Серебряной пулей)» — слова ФЕО и дядя Серёжа.
| №                   | Название                              | Длительность |
| ------------------- | ------------------------------------- | ------------ |
| 1.                  | «On/Off»                              | 1:34         |
| 2.                  | «Аппликация»                          | 4:58         |
| 3.                  | «Нет (Серебряной пулей)»              | 4:27         |
| 4.                  | «W.W.W. (Wой Wаленький Wир)»          | 3:59         |
| 5.                  | «Смола»                               | 5:21         |
| 6.                  | «Бумажная нить»                       | 3:58         |
| 7.                  | «Убей меня 2-жды»                     | 5:14         |
| 8.                  | «ВFИUЧСИKИCCHYUCRCH» (при уч. Светы)  | 4:47         |
| 9.                  | «Холодное железное длинное (Для А-М)» | 5:35         |
| 10.                 | «Слёзы» (при уч. МС Доктар)           | 2:52         |
| 11.                 | «Урод»                                | 3:41         |
| 12.                 | «Бойся видя...» (при уч. Светы)       | 4:35         |
| 13.                 | «Снег»                                | 5:09         |
| 14.                 | «III»                                 | 4:13         |
| 15.                 | «Он не придёт (For Girls)»            | 3:30         |
| 16.                 | «Недотрога»                           | 5:25         |
| Общая длительность: | Общая длительность:                   | 1:09:18      |

## Участники записи
| Психея - Дмитрий «ФЕО» Порубов — вокал, гитара, музыкальное программирование, художественное оформление - Андрей «АZZ» Зырянов — речитатив, перкуссия, музыкальное программирование - Андрей «Слесарь» Оплетаев — бас-гитара - Игорь «Кита» Статных — музыкальное программирование, художественное оформление - Вячеслав «Славон» Галашин — барабаны - Алексей «Лёфик» Кинерейш — барабаны | Приглашённые музыканты - MC Доктар — вокал («Слёзы») - Света — вокал («Бойся видя…», «ВFИUЧСИKИCCHYUCRCH») Производственный персонал - Группа Психея — продюсеры - Алексей Рацен — сведение, мастеринг |